# Thailändische Schrift
Die thailändische Schrift (thailändisch อักษรไทย [ʔàk.sɔ̌ːn.tʰaj]) ist das Schriftsystem, das zur Niederschrift der thailändischen Sprache verwendet wird. Sie gehört wie die birmanische Schrift, die Khmer-Schrift sowie die laotische Schrift zum südostasiatischen Zweig der indischen Schriften. Sie ist eine Abugida und steht damit zwischen Alphabet und Silbenschrift. Neben der Niederschrift der Thaisprache wird die Schrift auch zur Aufzeichnung und Darstellung von religiösen Pali-Texten verwendet.

## Geschichte

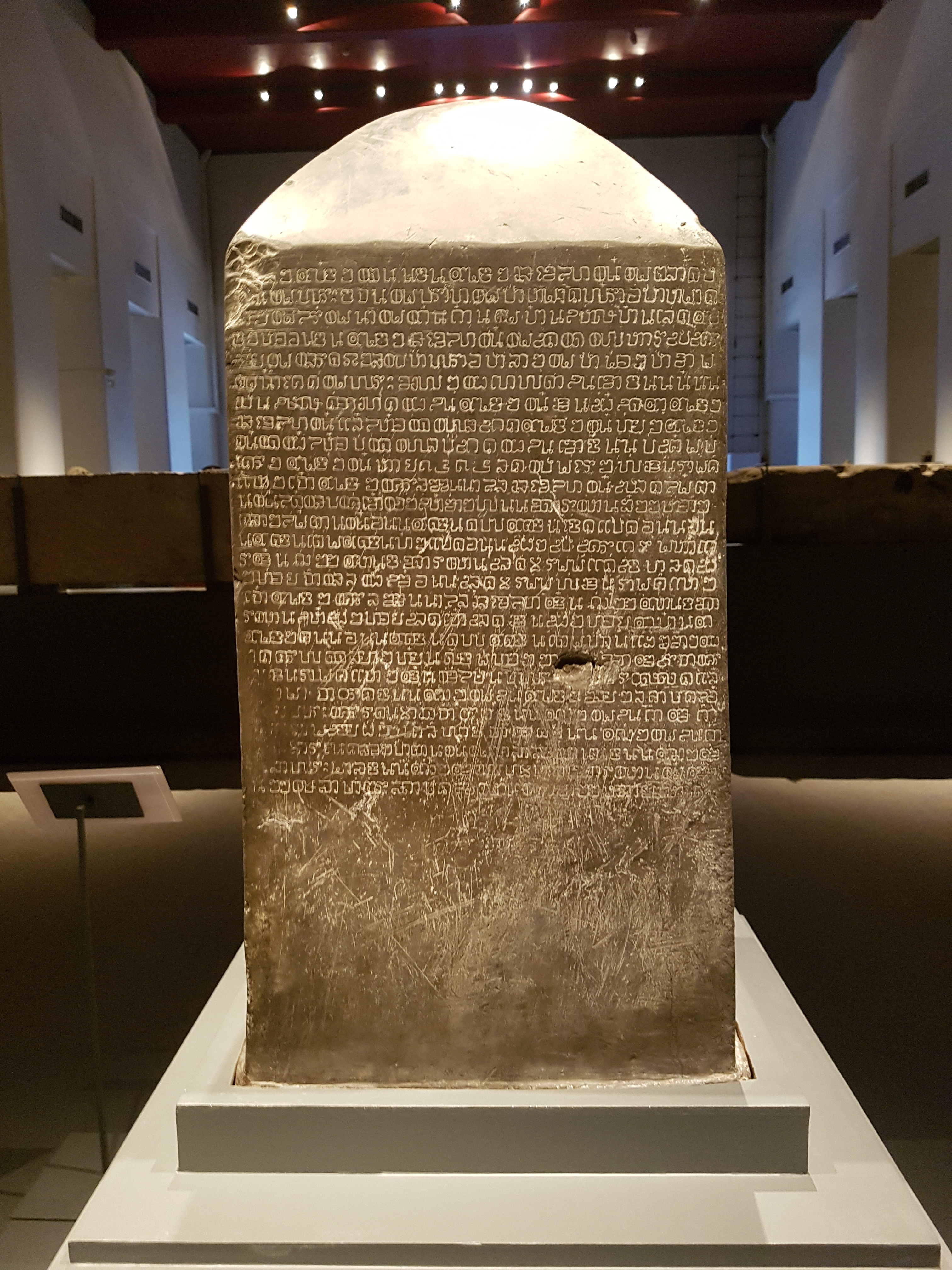
Ramkhamhaeng-Stele im Nationalmuseum Bangkok

Die Schriften Südostasiens gehen auf südindische Abkömmlinge der Brahmi-Schrift zurück, insbesondere die Pallava-Schrift. Daraus entwickelten sich einerseits die Mon-Schrift (älteste erhaltene Inschrift im heutigen Nakhon Pathom, datiert um 600), andererseits die eckigere Khmer-Schrift (älteste erhaltene Inschrift im Mun-Tal datiert auf 609).
Als die südwestlichen Tai-Völker im 10. Jahrhundert von Nordosten her in das Gebiet des heutigen Thailand einwanderten, hatten sie keine eigene Schrift, trafen jedoch auf mehrere etablierte Schriftsysteme: Pyu, Mon, Birmanisch und Khmer (vgl. Myazedi-Inschrift). 1174 wurde Birmanisch anstelle von Pyu und Mon die Staatssprache in dem Gebiet. Die Tai bzw. Thai experimentierten wohl zunächst mit verschiedenen Schriftsystemen, die sich an der Peripherie zum Teil bis heute halten.
1833 soll Prinz Mongkut (ab 1851 König Rama IV.) unter ungeklärten Umständen die Ramkhamhaeng-Stele „entdeckt“ haben, die auf das Jahr 1292 datiert wurde. Sie wurde vor allem von Wichit Wichitwathakan, dem Chefpropagandisten der Militärdiktatur von Plaek Phibunsongkhram, verherrlicht und zu einem nationalistischen Symbol stilisiert. Die Inschrift wird seitdem traditionell als ältestes Beispiel der thailändischen Schrift betrachtet. Seit 1986/1987 ist die Authentizität der Stele jedoch umstritten.
Als Vorlage für die Schrift der Ramkhamhaeng-Stele diente die Khmer-Schrift: eine kursive Form der Khmer-Schrift jener Zeit, wobei die Buchstabenformen abgewandelt und vereinfacht wurden. Eine revolutionäre Neuerung war, dass im Gegensatz zur Khmer- und zur modernen thailändischen Schrift alle Vokalzeichen (auch ‹i›, ‹ī›, ‹u› und ‹ū›) nicht über bzw. unter, sondern neben die Konsonantenzeichen geschrieben wurden; außerdem wurden zwei Tonzeichen eingeführt. Die Innovation der Vokalzeichen hielt sich jedoch nicht, und bereits Mitte des 14. Jahrhunderts wurden die betreffenden Vokalzeichen so wie zuvor im Khmer und wie in der modernen Schrift über bzw. unter die Konsonantenzeichen gesetzt. Ende des 17. Jahrhunderts wurden weitere Konsonanten- und Vokalzeichen und Ende des 18. Jahrhunderts die beiden übrigen Tonzeichen eingeführt.

## Übersicht

Viele Wissenschaftler stellen die Vermutung an, dass die thailändische Schrift ihre Wurzeln in der Levante hat, also von der Phönizischen Schrift oder vom Hebräischen abstammt. Nicht alle Sprachwissenschaftler teilen diese Vermutung. Die Schautafel verdeutlicht die These.

Die thailändische Schrift besteht aus 44 Konsonantenbuchstaben (Thai: พยัญชนะ [pʰáʔjant͡ɕʰáʔnáʔ]), die in drei Klassen unterteilt werden, und den diakritischen Vokalzeichen. Die Konsonantenbuchstaben werden horizontal von links nach rechts geschrieben, während die Vokalzeichen – je nachdem, um welchen Vokal es sich handelt – über, unter, vor oder nach Konsonanten geschrieben sein können.
Die thailändische Schrift unterscheidet im Gegensatz zum lateinischen Alphabet nicht zwischen Minuskeln und Majuskeln (Klein- und Großbuchstaben). Im Allgemeinen werden einzelne Wörter ohne einen Zwischenraum zusammengeschrieben, ein Satzende wird dagegen durch einen Zwischenraum gekennzeichnet. Ein Wort kann aus einer oder mehreren Silben bestehen, wobei eine Silbe immer das Format „Konsonant – Vokal“ oder „Konsonant – Vokal – Konsonant“ hat. Bei der Sortierung besitzen die Konsonanten Priorität über Vokale. Beginnt eine Silbe nach westlichem Verständnis mit einem Vokal, dann wird ein stimmloser Konsonant verwendet, ähnlich wie im Hebräischen. Meist wird der Konsonant „อ อ่าง“ verwendet, Beispiel: „อาหาร“ (aahaan = Lebensmittel). Das Wort besteht aus zwei Silben, „อา“ (aa) und „หาร“ (haan). Der Konsonant „อ“ ist stimmlos. Bestimmte Konsonanten können nur an einem Silbenende vorkommen. Auch gibt es Konsonanten, die am Silbenende anders ausgesprochen werden als am Silbenanfang. Im Beispiel „อาหาร“ wird der Konsonant „ร เรือ“ wie ein „n“ gesprochen, am Silbenanfang jedoch wie ein „r“ - „เรือ“ (rüa = Boot). Es gibt Fälle, wo der Vokal in einer Silbe nicht geschrieben wird. Im Format „Konsonant – Vokal“ wird ein „a“ gesprochen, im Format „Konsonant – Vokal – Konsonant“ ein „o“. Beispiel: „คน“ (khon = Mensch, Person). Auch hier gibt es Ähnlichkeiten zum Hebräischen. Vokale können vor, hinter, unter oder oberhalb eines Konsonanten stehen. Es gibt auch Vokale, welche sich aus mehreren Zeichen zusammensetzen. Beispiel: „เมา“ (mau betrunken), die Zeichen „เ“ und „า“ bilden einen einzigen Vokal, welche vor und hinter dem Konsonanten stehen. Ein Vokal kann sich aus bis zu drei, eine Vokalkombination aus bis zu vier Zeichen zusammensetzen. „เทียน“ (thiian = Kerze), der Vokal „iia“ besteht aus drei Zeichen. „แห้ง“ (häng = trocken) besteht aus zwei Zeichen. Beide werden vor dem Konsonanten geschrieben. „เดิน“ (döön = gehen), der Vokal „ö“ besteht aus zwei Zeichen, ein Zeichen vor dem Konsonanten, das zweite Zeichen über einem Konsonanten. „ดู“ (duu = sehen), der Vokal wird unter dem Konsonanten geschrieben. „ดี“ (dii = gut), der Vokal „ii“ wird über dem Konsonanten geschrieben.

### Umschrift
Es gibt kein allgemein anerkanntes System einer lateinischen Umschrift für das Thailändische.
Die Aussprache des Thailändischen lässt sich eindeutig mit dem Internationalen Phonetischen Alphabet (IPA) wiedergeben.
ISO 11940 ist eine Norm für eine wissenschaftliche Transliteration der thailändischen Schrift. Ein zweiter Teil der Norm (ISO 11940-2:2007) enthält eine vereinfachte Transkription, die u. a. nicht zwischen langen und kurzen Vokalen unterscheidet und die Töne nicht markiert.
König Vajiravudh (Rama VI.) veröffentlichte im Jahr 1912 einen Vorschlag für eine standardisierte lateinische Transkription der thailändischen Schrift.
Die American Library Association hat gemeinsam mit der US-amerikanischen Library of Congress eine Umschrift (ALA-LC-Transkription) des Thailändischen für bibliografische Aufzeichnungen entwickelt, die in Nordamerika, aber beispielsweise auch von der British Library verwendet wird.
Das Royal Institute propagiert das Royal Thai General System of Transcription.
In sprachwissenschaftlichen Werken über die thailändische Sprache und anderen akademischen Werken über Thailand wird häufig eine phonemische Transkription verwendet, die von Mary Haas in den 1940er Jahren entwickelt und von J. Marvin Brown für seine Lehrbücher leicht verändert wurde.

### Konsonanten

Thai-Alphabet auf einer Schultafel. Es gibt 44 Konsonanten.

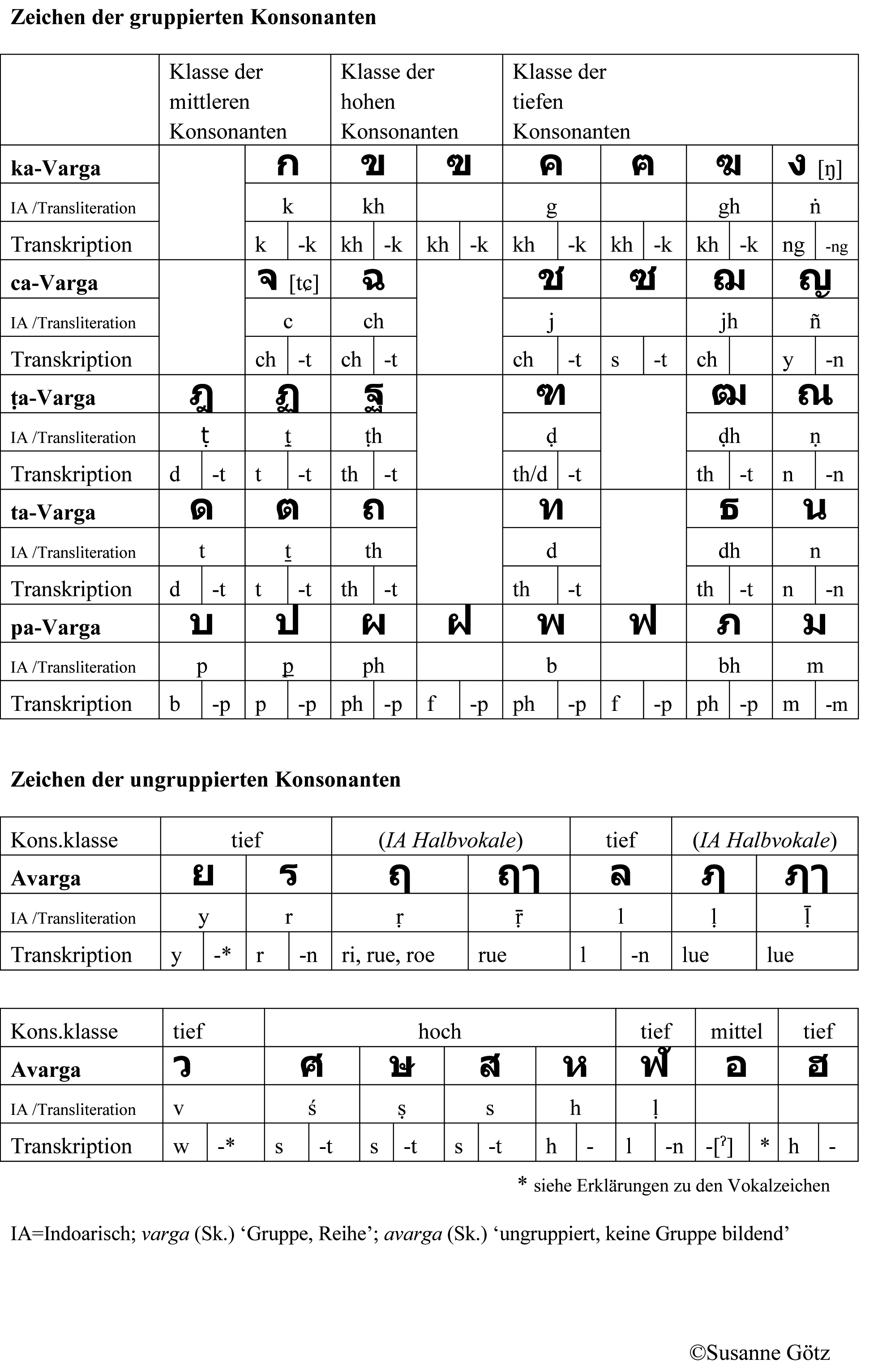
Tabelle der Konsonanten

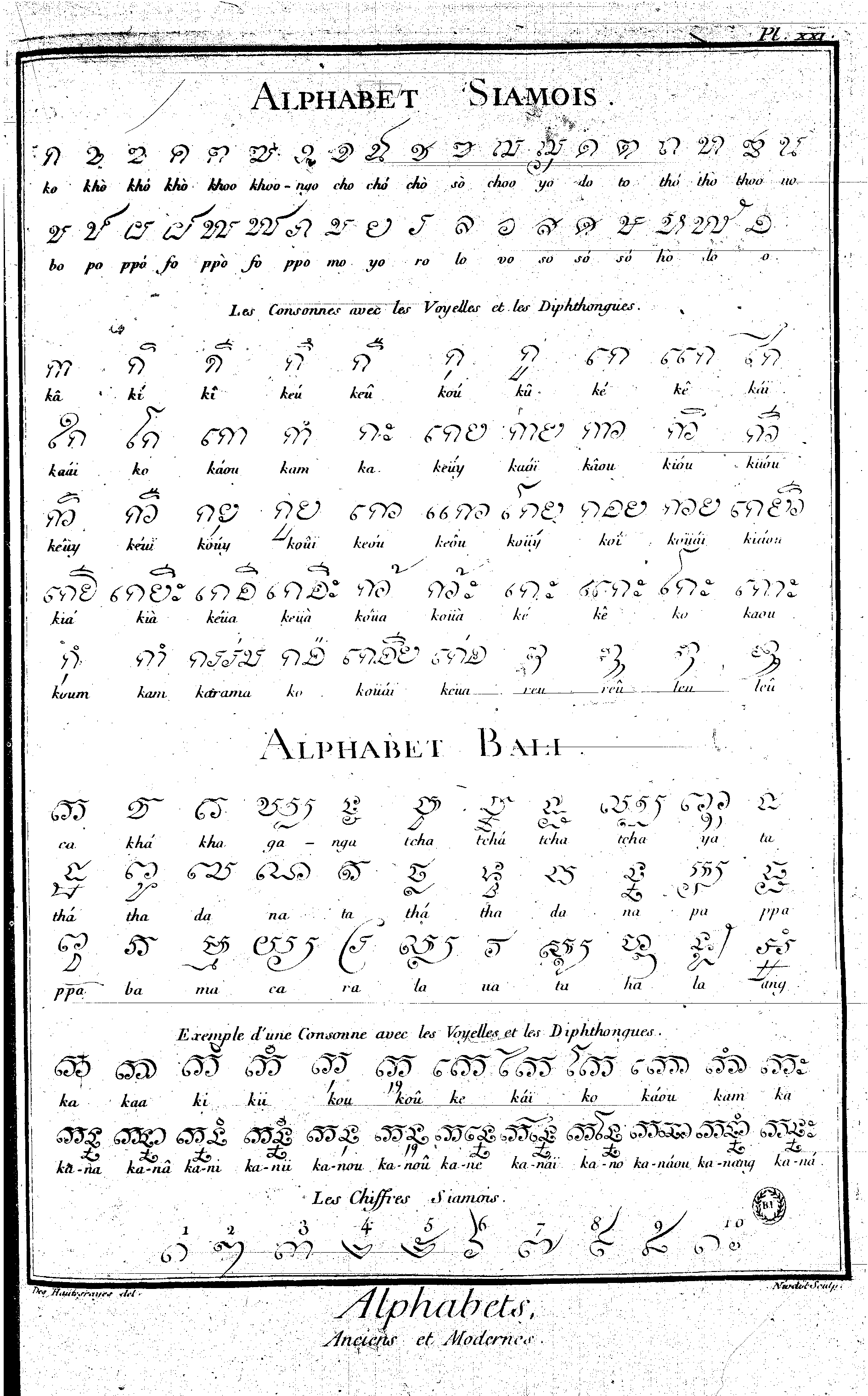
Simon de La Loubère publizierte 1691 sein Buch Du Royaume de Siam und beschrieb darin die thailändische Schrift.

Die Konsonantenbuchstaben werden in drei Klassen unterteilt: die mittleren (อักษรกลาง, ausgesprochen akson glang), die hohen (อักษรสูง, ausgesprochen akson sung) und die tiefen (อักษรต่ำ, ausgesprochen akson dtam) Buchstaben.
Auch muss man zwischen sonoranten Konsonanten ง, ญ, ณ, น, ม, ร, ล, ฬ (m, n, ng) und plosiven Konsonanten (b, d, g, p, t, k) unterscheiden. Man unterscheidet diese, indem man sich die Frage stellt: Kann man einen Konsonanten am Ende einer Silbe dehnen oder nicht? Das geht z. B. bei taam aber nicht bei paak. Man spricht von lebenden und toten Silbenenden in diesem Zusammenhang.
Die Klasse der mittleren Buchstaben besteht aus allen Buchstaben, die unaspirierte Plosive bezeichnen (einschließlich des nahezu plosiv ausgesprochenen /ʨ/-Lautes จ und des Glottisschlags อ).
Für die im Thai nur stimmlos vorkommenden aspirierten Plosive und Frikative gibt es hohe Buchstaben, wobei der velare Frikativ ฃ /x/ als aspirierter Plosiv /kh/ ausgesprochen wird (dieser Buchstabe ist daher nicht mehr in Gebrauch). Die hohen Konsonantenbuchstaben sind lautlich erkennbar am steigenden Ton im Buchstabennamen.
Abgesehen vom alveolaren Frikativ ส /s/ und vom retroflexen Frikativ ษ /ʂ/ gibt es zu jedem hohen auch einen entsprechenden tiefen Konsonantenbuchstaben. Weitere tiefe Buchstaben existieren zu jedem aspirierten Plosiv und dem entsprechenden Nasal sowie für die Approximanten.
Die Retroflexe und auch die palatalen Frikative ซ /ç/ sowie ศ /ç/ werden im Thai zudem wie die entsprechenden Alveolare ausgesprochen. So gibt es z. B. sechs Buchstaben (zwei hohe und vier tiefe) für den aspirierten alveolaren Plosiv /th/. Diese Vielzahl von Buchstaben ist nötig, damit religiöse indische Texte, die in Pali oder Sanskrit verfasst sind, auch mit der thailändischen Schrift geschrieben werden können.

### Konsonanten-Kombinationen
Bestimmte Konsonanten können zu sogenannten Konsonanten-Clustern อักษรควบ (ausgesprochen akson kuab, galoppierende Buchstaben), zusammengefasst werden. Dabei ist zu beachten, dass zur Ermittlung des gesprochenen Tons immer der erste Konsonant zählt, und dass Vokale, welche über bzw. unter einem Konsonanten geschrieben werden, immer über bzw. unter dem letzten Konsonanten geschrieben werden. Man muss zwischen verschiedenen Arten von Konsonanten-Kombinationen unterscheiden.
1. Konsonantenkombinationen, wo beide Konsonanten gesprochen werden. In Thai werden solche Kombinationen อักษรควบแท้, ausgesprochen akson khuap tää, genannt.
Beispiel: กล: กล้อง (ausgesprochen 'gloong') Kamera, oder ตร: ตรวจ (ausgesprochen dtruat) prüfen, aufpassen, oder ปล: เปล่า (ausgesprochen bplau) Nichts.
Beim ersten Konsonanten muss es sich um einen der folgenden Konsonanten handeln: ก, ข, ค, ต, ป, ผ, พ, beim zweiten Konsonanten um einen von folgenden ร, ล, ว.
2. Konsonantenkombinationen, wo sich der gesprochene Konsonant ändert. Solche Kombinationen werden in Thai อักษรควบไม่แท้, ausgesprochen akson khuap mai tää, genannt.
Beispiel: ทร: ทราบ (ausgesprochen saap) wissen. Solche Änderungen in der Aussprache von Konsonanten-Kombinationen werden ออกเสียงแปรไปเป็นเสียงตัวอื่น genannt.
Es gibt aber auch Fälle, wo der Konsonant ร stumm bleibt.
Beispiel: สร: สร้าง sang, bauen.
Konsonanten-Kombinationen der Gruppe อักษรควบไม่แท้ können mit folgenden Konsonanten beginnen: จ, ซ, ท, ส, ศ, ร. Als folgender Konsonant kommt nur ร in Frage.
3. Konsonantenkombinationen, wo der führende Konsonant nicht gesprochen wird. Diese Konsonanten-Kombinationen werden in Thai als อักษรนำ, ausgesprochen akson nam, (führende Buchstaben) bezeichnet.
Beispiel; หน: หนู (ausgesprochen nuu) Maus. (Man muss beachten, dass sich dadurch der Ton des Vokals ändert).
Konsonanten-Kombinationen, wo der zweite Konsonant nicht gesprochen wird. Auch diese Konsonanten-Kombinationen werden in Thai อักษรควบไม่แท้ genannt.
Beispiel ทร: โทร (ausgesprochen thoo) telefonieren.
Konsonanten-Kombinationen können auch am Ende einer Silbe stehen.
Beispiel ทร: สมุทร Meer, ausgesprochen samut, wobei der Konsonant ร am Ende der zweiten Silbe nicht gesprochen wird.
4. Konsonanten, welche als Vokal gesprochen werden.
Beispiel: รร: พรรค (ausgesprochen phak) Partei (im Sinne einer politischen Partei) vollständig พรรคการเมือง, ธรรม (ausgesprochen tham), Dharma oder กรรม (gaam), Karma.
5. Konsonanten, wo zwischen den Konsonanten ein nicht geschriebener Vokal gesprochen wird. Diese Eigenschaften kommen ursprünglich von der Khmer-Schrift, wo zwischen Konsonanten mit angehängtem a und Konsonanten mit angehängtem o unterschieden wird.
Beispiel: สนุก (ausgesprochen sanuk) Spaß, ขนม khanom Gebäck, Süßigkeit (man beachte: Silben werden von rechts nach links zusammengefasst) oder สนาม sanam Platz.
Vokale, welche mit einem nicht geschriebenen, kurz gesprochenen ะ a werden สวรภักดิ์ genannt, ausgesprochen sa wa ra phak. Bei สวรภักดิ์ handelt es sich um ein Sanskrit-Wort. Die Aussprache erinnert an das Alphabet der Shan, Shan-Schrift, wo an jeden Konsonanten ein nicht geschriebener Vokal ၢ a hinzugefügt wird.
6. Eine Besonderheit stellen mehrsilbige Wörter dar. Hier wird das Vokalzeichen der ersten Silbe von der zweiten Silbe übernommen.
Beispiel แสดง (ausgesprochen sa dääng), übersetzt zeigen. Eigentlich besteht das Wort aus zwei Silben แส und ดง und müsste daher sää dong ausgesprochen werden. Durch die Übernahme des Vokalzeichens der ersten Silbe แ durch die zweite Silbe แดง besitzt die erste Silbe kein Vokalzeichen mehr. Die Silbe ส wird daher mit dem nicht geschriebenen Vokal a gesprochen. Ein weiteres Beispiel ist das Wort แขนง (ausgesprochen khanääng), übersetzt Sekte oder เฉพาะ (ausgesprochen djabpau), übersetzt speziell. Zwei Silben เฉ und พาะ. Das führende Vokalzeichen der ersten Silbe wird aber von der zweiten Silbe übernommen, so dass diese wie เพาะ gesprochen wird. ไฉน übersetzt warum wird daher wie dja nai gesprochen.

### Vokale
Für die Darstellung von Vokalen (Thai: สระ [sàʔràʔ]) dienen Vokalzeichen (siehe auch Erläuterungen zur Vokal-Tabelle weiter unten) und gewisse Konsonantenbuchstaben (die Halbvokale ย, ว und อ, manchmal auch ร). Es gibt, hauptsächlich zur Bildung von Diphthongen (Doppellaut wir 'au') und Triphthongen (Dreifachlaut wie miau), auch bestimmte Kombinationen mehrerer Vokalzeichen sowie von Vokalzeichen mit diesen Konsonantenbuchstaben. In Thai werden solche Kombinationen คำควบกล้ำ kam kuap lam genannt. Man muss zwischen kurz gesprochenen (สระเสียงสั้น sara siang san) und lang gesprochenen Vokalen (สระเสียงยาว sara siang yao) unterscheiden. Eine Silbe / Wort kann dadurch seine Bedeutung ändern. Die meisten Transkriptionsversuche würdigen diesen Umstand nicht.
Die Zeichen/Zeichenkombinationen ฤ, ฤๅ, ฦ und ฦๅ sind, epigraphisch gesehen, die Transliteration von altindischem ṛ, ṝ, ḷ, und ḹ. Im Sanskrit werden diese Laute traditionell zu den Vokalen gerechnet, die dazugehörigen Zeichen werden in den indischen Schriften im Allgemeinen entsprechend unter den Vokalzeichen eingereiht. Im Thailändischen werden ฤ /rɯ́/, ฤๅ /rɯː/, ฦ /lɯ́/ und ฦๅ /lɯː/ jedoch als Kombination von Konsonant /r/ bzw. /l/ und Vokal [⁠ɯ⁠]/[ɯː] (geschlossenes, dunkles i, ähnlich einem ungerundeten, dunklen 'ü', transkribiert ue) aufgefasst, bzw. ฤ wird entweder /rí/, /rɯ́/ oder /rɤː/ gesprochen. Deshalb werden ฤ, ฤๅ alphabetisch entsprechend unter den Konsonantenbuchstaben nach ร (/r/) und ฦ, ฦๅ nach ล (/l/) eingeordnet.
Offiziell kennt die thailändische Schrift 29 Vokale. Sie werden mit สระ benannt. Zusätzlich kommen die oben erwähnten Zeichen ฤ, ฤๅ, ฤ und ฤๅ, ergibt 33 Vokale. Die große Anzahl an Vokalen ergibt sich daher, dass Diphthonge und Triphthonge als eigenständige Vokale gelten.
Beim Lesen der Thai-Schrift ist auch zwischen einigen Buchstaben ein kurzes [o] oder [a] zu lesen, letzteres oft bei Lehnwörtern aus dem Pali oder dem Sanskrit. In diesem Fall werden die Vokale als „dem Konsonantenbuchstaben inhärent“ gesehen. In einigen Fällen dient das kurze a als Sprossvokal. Beispiele: „คน“ (k[o]n Mensch, Person), „ลม“ (l[o]m Wind), นคร (n[a]k[o]n Stadt). Das Wort „นคร“ besteht aus zwei Silben n[a] und k[on], wobei beide Vokale nicht geschrieben werden. Silben eines werden von rechts nach links zusammengefasst, deswegen „na kon“.

### Weitere Zeichen
Zusätzlich zu den Konsonanten und Vokalen gibt es:
- 5 Tonzeichen – sie werden zur Ermittlung des gesprochenen Tons benutzt (siehe: Tonsprache).
- 5 typographische Zeichen – sie zeigen z. B. Wiederholungen oder Abkürzungen an.

### Ziffern
Das thailändische Zahlensystem ist ein Dezimalsystem, das in indo-arabischen Ziffern (Thai: ตัวเลขอารบิก [tua lêːk aːrá.bìk]) oder (zunehmend seltener) einem eigenen Thaiziffernsatz (Thai: ตัวเลขไทย [tua lêːk tʰaj]) geschrieben werden kann.

### Betonung

Die fünf Töne der Thai-Sprache im Diagramm.

In der Thai-Sprache gibt es fünf Töne: mittel (a) เสียงสามัญ, tief (à) เสียงเอก, fallend (â) เสียงโท, hoch (á) เสียงตรี und steigend (ǎ) เสียงจัตวา.
Mit welchem Ton ein Vokal in einer Silbe gesprochen wird, hängt von vier Faktoren ab:
- Der Klasse des führenden Konsonanten.
- Vom verwendeten Tonzeichen.
- Von der Charakteristik des Endkonsonanten einer Silbe.
- Ob es sich bei dem Vokal um einen kurz gesprochenen (สระสั้น sara san) oder aber lang gesprochenen Vokal (สระยาว sara yaao) handelt.

Wie oben bereits beschrieben gibt es drei verschiedene Konsonantenklassen, also Konsonanten der mittleren, der hohen und der tiefen Klasse. Und es gibt Betonungszeichen. Gibt es kein Betonungszeichen, dann muss man sich das nicht geschriebene Betonungszeichen สามัญ hinzudenken. Die vier geschriebenen Tonzeichen sind folgende: ่ ไม้เอก definiert einen tiefen Ton. ้ ไม้โท definiert einen fallenden Ton, ๊ ไม้ตรี den hohen Ton und ๋ ไม้จัตวา den steigenden Ton. Man muss beachten, dass diese Definitionen nur für Konsonanten der mittleren Klasse Anwendung finden.
Will man nun den Ton einer bestimmten Silbe ermitteln, geht man wie folgt vor. Zuerst wird die Klasse des führenden Konsonanten ermittelt und ob ein geschriebenes Tonzeichen existiert.
Trifft dies zu dann gelten folgende Regeln:
Bei Konsonanten der tiefen Klasse (ค, ฅ, ฆ, ง, ช, ซ, ฌ, ญ, ฑ, ฒ, ณ, ท, ธ, น, พ, ฟ, ภ, ม, ย, ร, ล, ว, ฬ, ฮ)
- ไม้เอก = Fallender Ton (Beispiel: ไม่ nein)
- ไม้โท = Hoher Ton (Beispiel: ไม้ Holz)

Bei den anderen Klassen:
- ไม้เอก = Tiefer Ton (Beispiel: ได่ dürfen)
- ไม้โท = Fallender Ton (Beispiel: ได้ können)
- ไม้ตรี = Hoher Ton (Beispiel: เป็น sein)
- ไม้จัตวา = Steigender Ton (Beispiel: ก๋า alt)

Findet man kein Tonzeichen auf dem führenden Konsonanten, gelten andere Regeln.
Bei führenden Konsonanten der tiefen Klasse (ค, ฅ, ฆ, ง, ช, ซ, ฌ, ญ, ฑ, ฒ, ณ, ท, ธ, น, พ, ฟ, ภ, ม, ย, ร, ล, ว, ฬ, ฮ) und wenn es sich um eine Silbe mit Toten Ende handelt:
- Bei kurz gesprochenen Vokalen (คัด) = Hoher Ton (Beispiel: นัก schwer)
- Bei lang gesprochenen Vokalen (คาด) = Fallender Ton (Beispiel: มาก viel)

Bei den anderen Konsonanten Klassen in einer Silbe mit totem Ende:
- Tiefer Ton (Beispiel ผัก Gemüse)

Bei führenden Konsonanten der hohen Klasse und einem lebenden Ende:
- Steigender Ton (Beispiel: สาม drei)

Bei führenden Konsonanten der anderen Klassen und einem lebenden Ende:
- Mittlerer Ton (Beispiel: ทาง Weg)

Als Silben mit totem Ende (คำตาย kam dtaai) gelten Silben, welche mit einem kurz gesprochenen Vokal enden, oder deren endender Konsonant wie k, p, t gesprochen werden.
Als Silben mit lebenden Ende (คำเป็น kam bpen) gelten Silben, welche mit einem lang gesprochenen Vokal enden, oder mit einem Konsonanten, welcher nicht wie k, p, t gesprochen wird enden.

### Leserichtung
In der Literatur wird Thai oft als eine Sprache beschrieben, welche von links nach rechts gelesen wird. Dies gilt nur bedingt. Innerhalb von Silben wird normalerweise der erste Konsonant zuerst gelesen, und nicht der führende Vokal. Vokale können vor, hinter, über oder unter einem Konsonanten stehen. Es gibt auch Vokale, welche aus mehreren Zeichen bestehen. Aber auch von dieser Regel gibt es Ausnahmen. Beispielsweise das Wort แมลง (ausgesprochen maaläng), Insekt. Theoretisch besteht das Wort aus zwei Silben แม und ลง. Also wäre die Aussprache määlong eigentlich richtig. Eine Silbe bzw. ein Wort kann deshalb auch von rechts nach links gelesen werden. Beispielsweise das Wort แม่ (ausgesprochen mää), übersetzt Mutter. Zuerst wird der Konsonant ม gelesen, dann folgt der Vokal แ. Das Tonzeichen ist dem Vokal zugeordnet, steht aber über dem Konsonanten.

## Tabellen mit dem Thai-Alphabet

Zeichen für „M“ in Thai-Schrift, als Sonorant den tiefen Konsonanten zugerechnet

### Konsonantenzeichen
Die Konsonantenzeichen des thailändischen Alphabetes werden traditionell in sechs Gruppen in der Reihenfolge angeordnet, die aus dem Devanagari- bzw. Khmer-Alphabet übernommen wurde. Die Buchstaben werden unterschiedlich ausgesprochen, wenn sie am Silbenanfang oder -ende stehen. Aufgrund der historischen Veränderungen in der Aussprache werden die Konsonanten heute zum Teil nicht mehr so ausgesprochen, wie es ihre Position im Alphabet erwarten ließe. In der Tabelle ist zur Orientierung die Transkription des Sanskrit- bzw. vermuteten alt-thailändischen Lautwertes angegeben.
Jeder Buchstabe hat einen traditionellen Namen, der zum Buchstabieren verwendet wird.
Im modernen Thai trägt jeder Konsonantenbuchstabe einen inhärenten Ton bzw. gehört einer Tonkategorie an (M – mittel, H – hoch oder L – tief).
Zwei Buchstaben (ฃ und ฅ) werden heute nicht mehr verwendet, in Lehrbüchern und Wörterbüchern aber der Vollständigkeit halber nach wie vor angeführt.
Es gibt mehrere Systeme zur Transkription des thailändischen Alphabets in lateinische Schrift, darunter die Transliteration ISO 11940, die Umschrift der American Library Association und Library of Congress (ALA-LC) und das Royal Thai General System of Transcription (RTGS).
| Zeichen                       | Aussprache in IPA | Aussprache in IPA | Name    | Name             | Name         | Ton | Sanskrit- Entsprechung | Transkriptionen | Transkriptionen | Transkriptionen | Transkriptionen | Transkriptionen |
| Zeichen                       | Silben- Anfang    | Silben- Ende      | Thai    | IPA              | Bedeutung    | Ton | Sanskrit- Entsprechung | ISO             | ALA-LC          | ALA-LC          | RTGS            | RTGS            |
| Zeichen                       | Silben- Anfang    | Silben- Ende      | Thai    | IPA              | Bedeutung    | Ton | Sanskrit- Entsprechung | ISO             | Silben- Anfang  | Silben- Ende    | Silben- Anfang  | Silben- Ende    |
| ----------------------------- | ----------------- | ----------------- | ------- | ---------------- | ------------ | --- | ---------------------- | --------------- | --------------- | --------------- | --------------- | --------------- |
| „Velare“ bzw. „Gutturale“     |                   |                   |         |                  |              |     |                        |                 |                 |                 |                 |                 |
| ก                             | k                 | k̚                 | ก ไก่    | [kɔː kàj]        | Huhn         | M   | k                      | k               | k               | k               | k               | k               |
| ข                             | kʰ                | k̚                 | ข ไข่    | [kʰɔ̌ː kʰàj]      | Ei           | H   | kh                     | k̄h              | kh              | k               | kh              | k               |
| ฃ                             | kʰ                | k̚                 | ฃ ขวด   | [kʰɔ̌ː kʰùat]     | Flasche      | H   | (x)                    | ḳ̄h              | kh              | k               | kh              | k               |
| ค                             | kʰ                | k̚                 | ค ควาย  | [kʰɔː kʰwaːj]    | Wasserbüffel | L   | g                      | kh              | kh              | k               | kh              | k               |
| ฅ                             | kʰ                | k̚                 | ฅ คน    | [kʰɔː kʰon]      | Person       | L   | (ɣ)                    | k̛h              | kh              | k               | kh              | k               |
| ฆ                             | kʰ                | k̚                 | ฆ ระฆัง  | [kʰɔː rákʰaŋ]    | Glocke       | L   | gh                     | ḳh              | kh              | k               | kh              | k               |
| ง                             | ŋ                 | ŋ                 | ง งู     | [ŋɔː ŋuː]        | Schlange     | L   | ṅ                      | ng              | ng              | ng              | ng              | ng              |
| „Palatale“                    |                   |                   |         |                  |              |     |                        |                 |                 |                 |                 |                 |
| จ                             | ʨ                 | t̚                 | จ จาน   | [ʨɔː ʨaːn]       | Teller       | M   | c                      | c               | čh              | t               | ch              | t               |
| ฉ                             | ʨʰ                | t̚                 | ฉ ฉิ่ง    | [ʨʰɔ̌ː ʨʰìŋ]      | Zimbel       | H   | ch                     | c̄h              | ch              | t               | ch              | t               |
| ช                             | ʨʰ                | t̚                 | ช ช้าง   | [ʨʰɔː ʨʰáːŋ]     | Elefant      | L   | j                      | ch              | ch              | t               | ch              | t               |
| ซ                             | s                 | t̚                 | ซ โซ่    | [sɔː sôː]        | Kette        | L   | (z)                    | s               | s               | t               | s               | t               |
| ฌ                             | ʨʰ                | t̚                 | ฌ เฌอ   | [ʨʰɔː (kà)ʨʰɤː]  | Busch        | L   | jh                     | c̣h              | ch              | t               | ch              | —               |
| ญ                             | j                 | n                 | ญ หญิง   | [jɔː jǐŋ]        | Frau         | L   | ñ                      | ỵ               | y               | n               | y               | n               |
| „Retroflexe“ bzw. „Zerebrale“ |                   |                   |         |                  |              |     |                        |                 |                 |                 |                 |                 |
| ฎ                             | d                 | t̚                 | ฎ ชฎา   | [dɔː ʨʰádaː]     | Krone        | M   | ṭ                      | ṭ               | d/t             | t               |                 |                 |
| ฏ                             | t                 | t̚                 | ฏ ปฏัก   | [tɔː pàtàk]      | Speer        | M   | (ṭ̂)                    | ṭ̂               | t               | t               |                 |                 |
| ฐ                             | tʰ                | t̚                 | ฐ ฐาน   | [tʰɔ̌ː tʰǎːn]     | Sockel       | H   | ṭh                     | ṭh              | th              | t               |                 |                 |
| ฑ                             | tʰ                | t̚                 | ฑ มณโฑ  | [tʰɔː montʰoː]   | (Eigenname)  | L   | ḍ                      | ḍ               | th (d)¹         | t               |                 |                 |
| ฒ                             | tʰ                | t̚                 | ฒ ผู้เฒ่า  | [tʰɔː pʰûː tʰâw] | Greis        | L   | ḍh                     | ḍh              | th              | t               |                 |                 |
| ณ                             | n                 | n                 | ณ เณร   | [nɔː neːn]       | Novize       | L   | ṇ                      | ṇ               | n               | n               |                 |                 |
| „Dentale“                     |                   |                   |         |                  |              |     |                        |                 |                 |                 |                 |                 |
| ด                             | d                 | t̚                 | ด เด็ก   | [dɔː dèk]        | Kind         | M   | t                      | t               | d               | t               | d               | t               |
| ต                             | t                 | t̚                 | ต เต่า   | [tɔː tàw]        | Schildkröte  | M   | t̂                      | t̂               | t               | t               | t               | t               |
| ถ                             | tʰ                | t̚                 | ถ ถุง    | [tʰɔ̌ː tʰǔŋ]      | Beutel       | H   | th                     | th              | th              | t               | th              | t               |
| ท                             | tʰ                | t̚                 | ท ทหาร  | [tʰɔː tʰáhǎːn]   | Soldat       | L   | d                      | d               | th              | t               | th              | t               |
| ธ                             | tʰ                | t̚                 | ธ ธง    | [tʰɔː tʰoŋ]      | Flagge       | L   | dh                     | dh              | th              | t               | th              | t               |
| น                             | n                 | n                 | น หนู    | [nɔː nǔː]        | Maus         | L   | n                      | n               | n               | n               | n               | n               |
| „Labiale“                     |                   |                   |         |                  |              |     |                        |                 |                 |                 |                 |                 |
| บ                             | b                 | p̚                 | บ ใบไม้  | [bɔː bajmáj]     | Blatt        | M   | p                      | b               | b               | p               | b               | p               |
| ป                             | p                 | p̚                 | ป ปลา   | [pɔː plaː]       | Fisch        | M   | p̂                      | p               | p               | p               | p               | p               |
| ผ                             | pʰ                | p̚                 | ผ ผึ้ง    | [pʰɔ̌ː pʰɯ̂ŋ]      | Biene        | H   | ph                     | p̄h              | ph              | p               | ph              | —               |
| ฝ                             | f                 | p̚                 | ฝ ฝา    | [fɔ̌ː fǎː]        | Deckel       | H   | f                      | f̄               | f               | p               | f               | —               |
| พ                             | pʰ                | p̚                 | พ พาน   | [pʰɔː pʰaːn]     | Tablett      | L   | b                      | ph              | ph              | p               | ph              | p               |
| ฟ                             | f                 | p̚                 | ฟ ฟัน    | [fɔː fan]        | Zahn         | L   | v                      | f               | f               | p               | f               | p               |
| ภ                             | pʰ                | p̚                 | ภ สำเภา | [pʰɔː sǎmpʰaw]   | Dschunke     | L   | bh                     | p̣h              | ph              | p               | ph              | p               |
| ม                             | m                 | m                 | ม ม้า    | [mɔː máː]        | Pferd        | L   | m                      | m               | m               | m               | m               | m               |
| „Sonstige“                    |                   |                   |         |                  |              |     |                        |                 |                 |                 |                 |                 |
| ย                             | j                 | j                 | ย ยักษ์   | [jɔː ják]        | Riese        | L   | y                      | y               | y               | —               | y               | —               |
| ร                             | r                 | n                 | ร เรือ   | [rɔː rɯːa]       | Boot         | L   | r                      | r               | r               | n               | r               | n               |
| ล                             | l                 | n                 | ล ลิง    | [lɔː liŋ]        | Affe         | L   | l                      | l               | l               | n               | l               | n               |
| ว                             | w                 | w                 | ว แหวน  | [wɔː wɛ̌ːn]       | Ring         | L   | w                      | w               | w               | —               | w               | —               |
| ศ                             | s                 | t̚                 | ศ ศาลา  | [sɔ̌ː sǎːlaː]     | Pavillon     | H   | ś                      | ṣ̄               | s               | t               | s               | t               |
| ษ                             | s                 | t̚                 | ษ ฤๅษี   | [sɔ̌ː rɯːsǐː]     | Einsiedler   | H   | ṣ                      | s̛̄               | s               | t               | s               | t               |
| ส                             | s                 | t̚                 | ส เสือ   | [sɔ̌ː sɯ̌ːa]       | Tiger        | H   | s                      | s̄               | s               | t               | s               | t               |
| ห                             | h                 | —                 | ห หีบ    | [hɔ̌ː hìːp]       | Kiste        | H   | h                      | h̄               | h               | —               | h               | —               |
| ฬ                             | l                 | n                 | ฬ จุฬา   | [lɔː ʨùlaː]      | Drachen      | L   | ḷ                      | ḷ               | l               | n               | l               | n               |
| อ                             | —                 | —                 | อ อ่าง   | [ʔɔː ʔàːŋ]       | Becken       | M   | a                      | x               | ’               | —               | —               | —               |
| ฮ                             | h                 | —                 | ฮ นกฮูก  | [hɔː nók hûːk]   | Eule         | L   | ɦ                      | ḥ               | h               | —               | h               | —               |

Anmerkungen: 1. Je nach der tatsächlichen Aussprache meist als ‹th› transkribiert, in manchen Wörtern als ‹d›.
Siehe auch: Konsonanten-Tabelle (PDF)

### Vokalzeichen

#### Einfache Vokalzeichen
| Thai | Namen        | Namen            | Namen                            |
| Thai | Thai         | IPA              | Bedeutung                        |
| ---- | ------------ | ---------------- | -------------------------------- |
| ะ    | วิสรรชนีย์      | wíʔsǎntɕʰániː    | Visarga (Visarjanīya)            |
| ◌ั    | ไม้หันอากาศ    | máːj hǎn ʔaːkàːt | Stab, der sich in der Luft dreht |
| ◌ั    | หางกังหัน      |                  | Windmühlenflügel                 |
| ◌็    | ไม้ไต่คู้        | máːj tàj kʰúː    |                                  |
| ◌า   | ลากข้าง       | lâːkkʰâːŋ        |                                  |
| ◌ิ    | พินทุอิ         | pʰin tʰúʔ ʔìʔ    |                                  |
| ◌̍    | ฝนทอง        | fǒn tʰɔːŋ        | Goldregen¹                       |
| ◌̎    | ฟันหนู, มูสิกทันต์ | fan nǔː          | Mäusezahn¹                       |
| ◌ํ    | นิคหิต         | ník kʰá hìt      | Anusvāra (Niggahīta)             |
| ◌ํ    | นฤคหิต        | ná rɯ́ʔ kʰá hìt   |                                  |
| ◌ํ    | หยาดน้ำค้าง    | jàːt náːm kʰáːŋ  | Wassertropfen                    |
| ◌ุ    | ตีนเหยียด      | tiːn jìːat       | ausgestreckter Fuß               |
| ◌ุ    | ลากตีน        | lâːk tiːn        |                                  |
| ◌ู    | ตีนคู้          | tiːn kʰúː        | eingerollter Fuß                 |
| เ    | ไม้หน้า        | máːj nâː         | Vorderholz                       |
| โ    | ไม้โอ         | máːj ʔoː         | o-Holz                           |
| ใ    | ไม้ม้วน        | máːj múːan       | aufgerolltes Holz                |
| ไ    | ไม้มลาย       | máːj málaːj      | gebrochenes Holz                 |
| ๅ    | ลากข้างยาว    | lâːkkʰâːŋ jaːw   | langes า                         |
| อ    | ตัว อ         | tuːa ʔɔː         | o-Zeichen                        |
| ย    | ตัว ย         | tuːa jɔː         | jo-Zeichen                       |
| ว    | ตัว ว         | tuːa wɔː         | wo-Zeichen                       |
| ฤ    | ตัว ฤ         | tuːa rɯ́ʔ         | rɯ-Zeichen                       |
| ฦ    | ตัว ฦ         | tuːa lɯ́ʔ         | lɯ-Zeichen                       |

Anmerkung: 1. Nur in Kombination mit pʰin tʰúʔ ʔìʔ (◌ิ).

#### Kombinationen von Vokalzeichen
Die Brahmi-Schrift, von der die Schriften der südostasiatischen Halbinsel abstammen, hatte zwar viele Konsonantenzeichen, aber zu wenig Vokalzeichen, um die Vokale der südostasiatischen Sprachen wiederzugeben. Im Lauf der Geschichte wurden daher zusätzliche Vokalzeichen und zahlreiche Zeichenkombinationen entwickelt, um alle benötigten Vokale schreiben zu können.
Vokalzeichen können nur in Kombination mit dem vorhergehenden Konsonanten geschrieben werden. Sie werden vor, nach, über oder unter das Konsonantenzeichen geschrieben oder als Kombination mehrerer Zeichen an bis zu drei Seiten des Konsonantenbuchstaben. Es werden kurze und lange Vokale unterschieden; die steigenden Diphthonge [ua], [ia] und [ɯa] werden traditionell zu den langen Vokalen gezählt.
In der folgenden Tabelle sind sämtliche Kombinationen von Vokalzeichen sowie deren Aussprache in Internationaler Lautschrift und mehrere Transkriptionen – die Umschrift der American Library Association und Library of Congress (ALA-LC), ISO 11940 und das Royal Thai General System of Transcription (RTGS) – angeführt.
| Kurze Vokale                | Kurze Vokale         | Kurze Vokale    | Kurze Vokale    | Kurze Vokale    | Kurze Vokale    | Kurze Vokale    |                 | Lange Vokale         | Lange Vokale    | Lange Vokale    | Lange Vokale    | Lange Vokale    | Lange Vokale    | Lange Vokale    |
| Name                        | Name                 | Zeichen         | Aussprache      | Transkriptionen | Transkriptionen | Transkriptionen | Name            | Name                 | Zeichen         |                 | Transkriptionen | Transkriptionen | Transkriptionen |                 |
| Thai                        | IPA                  | Zeichen         | Aussprache      | ISO             | ALA-LC          | RTGS            | Thai            | IPA                  | Zeichen         | Aussprache      | ISO             | ALA-LC          | RTGS            |                 |
| Einfache Vokale             | Einfache Vokale      | Einfache Vokale | Einfache Vokale | Einfache Vokale | Einfache Vokale | Einfache Vokale | Einfache Vokale | Einfache Vokale      | Einfache Vokale | Einfache Vokale | Einfache Vokale | Einfache Vokale | Einfache Vokale | Einfache Vokale |
| --------------------------- | -------------------- | --------------- | --------------- | --------------- | --------------- | --------------- | --------------- | -------------------- | --------------- | --------------- | --------------- | --------------- | --------------- | --------------- |
| สระอะ                       | sàràʔ ʔaʔ            | ◌ะ ◌ ◌ั◌         | aʔ a            | -a — -ạ-        | a               | a               |                 | สระอา                | sàràʔ ʔaː       | ◌า ◌า◌          | aː              | -ā -ā-          | ā               | a               |
| สระอิ                        | sàràʔ ʔiʔ            | ◌ิ ◌ิ◌            | iʔi             | -i -i-          | i               | i               | สระอี            | sàràʔ ʔiː            | ◌ี ◌ี◌            | iː              | -ī -ī-          | ī               | i               |                 |
| สระอึ                        | sàràʔ ʔɯʔ            | ◌ึ ◌ึ◌            | ɯʔɯ             | -ụ -ụ-          | ư               | ue              | สระอือ           | sàràʔ ʔɯː            | ◌ือ ◌ื◌           | ɯː              | -ụ̄x -ụ̄-         | ư̄               | ue              |                 |
| สระอุ                        | sàràʔ ʔuʔ            | ◌ุ ◌ุ◌            | uʔu             | -u -u-          | u               | u               | สระอู            | sàràʔ ʔuː            | ◌ู ◌ู◌            | uː              | -ū -ū-          | ū               | u               |                 |
| สระเอะ                      | sàràʔ ʔeʔ            | เ◌ะ เ◌็◌         | eʔe             | e-a e–̆-         | e               | e               | สระเอ           | sàràʔ ʔeː            | เ◌ เ◌◌          | eː              | e- e--          | ē               | e               |                 |
| สระแอะ                      | sàràʔ ʔɛʔ            | แ◌ะ แ◌็◌         | ɛʔɛ             | æ-a æ–̆-         | æ               | ae              | สระแอ           | sàràʔ ʔɛː            | แ◌ แ◌◌          | ɛː              | æ- æ--          | æ               | ae              |                 |
| สระโอะ                      | sàràʔ ʔoʔ            | โ◌ะ ◌◌          | oʔo             | o-a —           | o               | o               | สระโอ           | sàràʔ ʔoː            | โ◌ โ◌◌          | oː              | o- o--          | ō               | o               |                 |
| สระเอาะ                     | sàràʔ ʔɔʔ            | เ◌าะ ◌็อ◌        | ɔʔɔ             | e-āa –̆x-        | ǫ               | o               | สระออ           | sàràʔ ʔɔː            | ◌อ ◌อ◌ ◌◌ ¹ ◌็ ² | ɔː              | -x -x- — –̆      | ǭ               | o               |                 |
| สระเออะ                     | sàràʔ ʔɤʔ            | เ◌อะ            | ɤʔ              | e-xa            | œ               | oe              | สระเออ          | sàràʔ ʔɤː            | เ◌อ เ◌ิ◌ เ◌อ◌ ³  | ɤː ɤ            | e-x e-i- e-x-   | œ̄               | oe              |                 |
| Diphthonge                  |                      |                 |                 |                 |                 |                 |                 |                      |                 |                 |                 |                 |                 |                 |
| สระเอียะ                     | sàràʔ ʔiaʔ           | เ◌ียะ            | iaʔ             | e-īya           | ia              | ia              |                 | สระเอีย               | sàràʔ ʔiːa      | เ◌ีย เ◌ีย◌        | iːa             | e-īy e-īy-      | īa              | ia              |
| สระเอือะ                     | sàràʔ ʔɯaʔ           | เ◌ือะ            | ɯaʔ             | e-ụ̄ya           | ưa              | uea             | สระเอือ          | sàràʔ ʔɯːa           | เ◌ือ เ◌ือ◌        | ɯːa             | e-ụ̄y e-ụ̄y-      | ư̄a              | uea             |                 |
| สระอัวะ                      | sàràʔ ʔuaʔ           | ◌ัวะ             | uaʔ             | -ạwa            | ua              | ua              | สระอัว           | sàràʔ ʔuːa           | ◌ัว ◌ว◌          | uːa             | -ạw -w-         | ūa              | ua              |                 |
| Diphthonge plus -j oder -w⁴ |                      |                 |                 |                 |                 |                 |                 |                      |                 |                 |                 |                 |                 |                 |
| สระอิ + ว                    | sàràʔ ʔiʔ + wɔː wɛ̌ːn | ◌ิว              | iw              | -iw             | iu              | io              |                 |                      |                 |                 |                 |                 |                 |                 |
| สระเอะ + ว                  | sàràʔ ʔeʔ + wɔː wɛ̌ːn | เ◌็ว             | ew              | e–̆w             | eo              | eo              | สระเอ + ว       | sàràʔ ʔeː + wɔː wɛ̌ːn | เ◌ว             | eːw             | e-w             | ēo              | eo              |                 |
|                             |                      |                 |                 |                 |                 |                 | สระแอ + ว       | sàràʔ ʔɛː + wɔː wɛ̌ːn | แ◌ว             | ɛːw             | æ-w             | ǣo              | aeo             |                 |
| สระเอา                      | sàràʔ ʔao            | เ◌า             | aw              | e-ā             | ao              | ao              | สระอา + ว       | sàràʔ ʔaː + wɔː wɛ̌ːn | ◌าว             | aːw             | -āw             | āo              | ao              |                 |
|                             |                      |                 |                 |                 |                 |                 | สระเอีย + ว      | sàràʔ ʔia + wɔː wɛ̌ːn | เ◌ียว            | iaw             | e-īyw           | īeo             | iao             |                 |
| สระอะ + ย                   | sàràʔ ʔaʔ + jɔː ják̚  | ◌ัย ³            | aj              | -ạy             | ai              | ai              | สระอา + ย       | sàràʔ ʔaː + jɔː ják̚  | ◌าย             | aːj             | -āy             | āi              | ai              |                 |
| สระไอ                       | sàràʔ ʔaj            | ใ◌ ไ◌ ไ◌ย ³     | aj              | ı- ị- ị-y       | ai              | ai              | สระอา + ย       | sàràʔ ʔaː + jɔː ják̚  | ◌าย             | aːj             | -āy             | āi              | ai              |                 |
| สระเอาะ + ย                 | sàràʔ ʔɔʔ + jɔː ják̚  | ◌็อย             | ɔj              | –̆xy             |                 | oi              | สระออ + ย       | sàràʔ ʔɔː + jɔː ják̚  | ◌อย             | ɔːj             | -xy             | ǭi              | oi              |                 |
|                             |                      |                 |                 |                 |                 |                 | สระโอ + ย       | sàràʔ ʔoː + jɔː ják̚  | โ◌ย             | oːj             | o-y             | oi              | oi              |                 |
| สระอุ + ย                    | sàràʔ ʔuʔ + jɔː ják̚  | ◌ุย              | uj              | -uy             | ui              | ui              |                 |                      |                 |                 |                 |                 |                 |                 |
|                             |                      |                 |                 |                 |                 |                 | สระเออ + ย      | sàràʔ ʔɤː + jɔː ják̚  | เ◌ย             | ɤːj             | e-y             | œ̄i              | oei             |                 |
|                             |                      |                 |                 |                 |                 |                 | สระอัว + ย       | sàràʔ ʔuːa + jɔː ják̚ | ◌วย             | uːaj            | -wy             | ūai             | uai             |                 |
|                             |                      |                 |                 |                 |                 |                 | สระเอือ + ย      | sàràʔ ʔɯːa + jɔː ják̚ | เ◌ือย            | ɯːaj            | e-ụ̄xy           | ư̄ai             | ueai            |                 |
| Zusätzliche Vokale⁵         |                      |                 |                 |                 |                 |                 |                 |                      |                 |                 |                 |                 |                 |                 |
| สระอำ                       | sàràʔ ʔam            | ำ               | am              | å               | am              | am              |                 |                      |                 |                 |                 |                 |                 |                 |
| ฤ                           | rɯʔ                  | ฤ               | rɯ ri rɤː       | v               | rư ri rœ̄        | rue ri roe      | ฤๅ              | rɯː                  | ฤๅ              | rɯː             | vɨ              | rư̄              | rue             |                 |
| ฦ                           | lɯʔ                  | ฦ               | lɯ              | ł               | lư              | lue             | ฦๅ              | lɯː                  | ฦๅ              | lɯː             | łɨ              | lư̄              | lue             |                 |

Anmerkungen:
1. Nur in Kombination mit ร als Endkonsonant, d. h. ◌ร [ɔːn].
2. Nur im Wort ก็ [kɔ̂ː] „auch; also“.
3. Nur in bestimmten Wörtern.
4. Die thailändische Schulgrammatik zählt 32 Vokale, wobei diese Kombinationen mit ว (-w) bzw. ย (-j) (die man auch als Diphthonge oder Triphthonge analysieren könnte) traditionell nicht berücksichtigt werden.
5. Diese Kombinationen sind phonetisch nicht nur Vokale; die Zeichen werden jedoch traditionell zu den Vokalzeichen gezählt.

### Ziffern
| Zeichen | Wert |
| ------- | ---- |
| ๐       | 0    |
| ๑       | 1    |
| ๒       | 2    |
| ๓       | 3    |
| ๔       | 4    |
| ๕       | 5    |
| ๖       | 6    |
| ๗       | 7    |
| ๘       | 8    |
| ๙       | 9    |

Anmerkung: Außer für Dokumente und Inschriften mit offiziellem oder religiösem Charakter oder mit historischem Bezug werden im täglichen Umgang arabische Ziffern benutzt.

### Tonzeichen
| Zeichen | Name     | Name              | Ermittlung des Tons / Bemerkung |
| Zeichen | Thai     | IPA               | Ermittlung des Tons / Bemerkung |
| ------- | -------- | ----------------- | --- |
| _่       | ไม้เอก    | máːj ʔèːk         | über Konsonanten der „hohen Klasse“: ergibt tiefen Ton Über Konsonanten der „mittleren Klasse“: ergibt tiefen Ton Über Konsonanten der „tiefen Klasse“: ergibt fallenden Ton   |
| _้       | ไม้โท     | máːj tʰoː         | über Konsonanten der „hohen Klasse“: ergibt fallenden Ton Über Konsonanten der „mittleren Klasse“: ergibt fallenden Ton Über Konsonanten der „tiefen Klasse“: ergibt hohen Ton |
| _๊       | ไม้ตรี     | máːj triː         | über Konsonanten der „mittleren Klasse“: ergibt hohen Ton |
| _๋       | ไม้จัตวา   | máːj tɕàttàwaː    | über Konsonanten der „mittleren Klasse“: ergibt steigenden Ton |
| _็       | ไม้ไต่คู้    | máːj tàjkʰúː      | Silbe wird kurz gesprochen, Ton bleibt unverändert |
| _์       | ไม้ทัณฑฆาต | máːj tʰantʰákʰâːt | mai thanthakhat, steht über einem stummen Endkonsonanten |

Hat eine Silbe kein Tonzeichen, so hängt der Ton von der Klasse des einleitenden Konsonanten („hohe Klasse“, „mittlere Klasse“, „tiefe Klasse“), von der Vokallänge (kurz oder lang) und vom abschließenden Konsonanten (Sonorant oder Plosiv) ab. Beginnt die Silbe mit zwei Konsonanten, so ist der erste Konsonant maßgebend.
- Silben mit langem Vokal oder mit abschließendem Sonoranten (m, n, ng):
  - hohe Klasse: steigender Ton (สี, [sǐː] – Farbe; สอง, [sɔ̌ːŋ] – zwei),
  - mittlere Klasse: Mittelton (ดู, [duː] – schauen; ดิน, [din] – Erde, Sand),
  - tiefe Klasse: Mittelton (ทา, [tʰaː] – auftragen; ทำ, [tʰam] – machen).
- Silben mit langem Vokal und abschließendem Plosiv (b, d, g, p, t, k):
  - tiefe Klasse: fallender Ton (พูด [pʰûːt] – sprechen; มาก, [mâːk] – sehr),
  - mittlere Klasse: tiefer Ton (ปาก, [pàːk] – Mund),
  - hohe Klasse: tiefer Ton (ถูก, [tʰùːk] – billig, günstig).
- Silben mit kurzem Vokal:
  - tiefe Klasse: hoher Ton (เล็ก, [lék] – klein),
  - mittlere Klasse: tiefer Ton (เด็ก, [dèk] – Kind),
  - hohe Klasse: tiefer Ton (สุข, [sùk] – gesund, glücklich).

### Ton-Tabelle
- Lebendes Ende: Silben, welche mit einem langen Vokal oder mit einem Sonorant (m, n, ng) enden.
- Totes Ende: Silben, welche mit einem kurzen Vokal oder mit einem Plosiv (b, d, g, p, t, k) enden.

| Klasse beginnender Konsonant | Silbenende                | Kein Tonzeichen | -่             | -้             | -๊         | -๋              |
| ---------------------------- | ------------------------- | --------------- | ------------- | ------------- | --------- | -------------- |
| Mittlere Konsonantenklasse   | Totes Ende                | Tiefer Ton      | -             | Fallender Ton | Hoher Ton | -              |
| Mittlere Konsonantenklasse   | Lebendes Ende             | Mittlerer Ton   | Tiefer Ton    | Fallender Ton | Hoher Ton | Steigender Ton |
| Hohe Konsonantenklasse       | Totes Ende                | Tiefer Ton      | -             | Fallender Ton |           |                |
| Hohe Konsonantenklasse       | Lebendes Ende             | Steigender Ton  | Tiefer Ton    | Fallender Ton |           |                |
| Tiefe Konsonantenklasse      | Totes Ende (kurzer Vokal) | Hoher Ton       | Fallender Ton | -             |           |                |
| Tiefe Konsonantenklasse      | Totes Ende (langer Vokal) | Fallender Ton   | -             | Hoher Ton     |           |                |
| Tiefe Konsonantenklasse      | Lebendes Ende             | Mittlerer Ton   | Fallender Ton | Hoher Ton     |           |                |

### Typographische Zeichen
| Zeichen | Thai     | Bedeutung                                                                        | UNICODE            |
| ------- | -------- | -------------------------------------------------------------------------------- | ------------------ |
| ๆ       | ไม้ยมก    | mai yamok, Silbe oder Wort muss wiederholt werden                                | 0E46               |
| ฯ       | ไปยาลน้อย | paiyan noi, Abkürzungszeichen, wird zum Beispiel beim Namen von Bangkok benutzt. | 0E2F               |
| ฯลฯ     | ไปยาลใหญ่ | paiyan yai, entspricht „etc.“                                                    | 0E2F + 0E25 + 0E2F |
| ๏       | ฟองมัน    | fong man, markiert den Anfang eines Absatzes (obsolet!)                          | 0E4F               |
| ๚       | อังคั่นคู่    | angkhan khu, markiert das Ende eines Absatzes (sehr selten benutzt)              | 0E5A               |
| ๛       | โคมูตร    | khomut, markiert das Ende eines Kapitels oder eines Buches (sehr selten benutzt) | 0E5B               |

## Sortierung
Thai wird nach folgender Präferenz sortiert: An erster Stelle stehen die Konsonanten in der Reihenfolge ก ข ฃ ค ฅ ฆ ง จ ฉ ช ซ ฌ ญ ฎ ฏ ฐ ฑ ฒ ณ ด ต ถ ท ธ น บ ป ผ ฝ พ ฟ ภ ม ย ร ฤ ฤๅ ล ฦ ฦๅ ว ศ ษ ส ห ฬ อ ฮ. An zweiter Stelle stehen nicht geschriebene Vokale, also a und o. (Im Gegensatz zu der Ursprungsschrift Khmer werden Konsonanten keine festen Vokale zugeordnet.) An dritter Stelle stehen die Vokale in der Reihenfolge ◌ะ ◌ั ◌า ◌ำ ◌ิ ◌ี ◌ึ ◌ื ◌ุ ◌ู เ◌ แ◌ โ◌ ใ◌ ไ◌, dabei steht ◌ für einen beliebigen Konsonanten. Als Merkhilfe mag dienen, dass Konsonanten mit nachgestellten Vokalen vor solche mit vorangestellten einsortiert werden. An letzter Stelle kommen die Tonzeichen ◌็ ◌่ ◌้ ◌๊ ◌๋, wobei Silben ohne Tonzeichen vor solchen mit Tonzeichen stehen.
Diese Sortiermethode führt zu zahlreichen Problemen für Studierende der Sprache oder Thai-Analphabeten. Die Silbe mit der Aussprache than kann auf unterschiedliche Weise geschrieben werden. Schließlich gibt es 6 Konsonanten, welche im lateinischen Alphabet mit th geschrieben werden können. Es gibt 5 Methoden, den lateinischen Vokal a darzustellen. Und es gibt in der thailändischen Sprache 6 verschiedene Methoden, ein lateinisches 'n' am Ende einer Silbe zu schreiben. Dazu kommen die Tonzeichen. Für das von Thai transkribierte Wort than gibt es also mindestens 12 verschiedene Thai Wörter. (Nicht alle Kombinationen werden in Thai als Wort verwendet) ฐาน, ถัน, ถั่น, ทัน, ทันฅ์, ทันธ์, ทาน, ทานต์, ท่าน, ถาน, ธัญ, ธาน. In einem Wörterbuch können sie an den verschiedensten Stellen stehen. Kennt man die Schreibweise des thailändischen Wortes nicht, ist eine Suche im Wörterbuch mit einem erheblichen Zeitaufwand verbunden.

## Thailändische Schrift am Computer
Zur Verarbeitung von thailändischen Schriftzeichen wird in Unicode der Unicodeblock Thailändisch (U+0E01 bis U+0E7F) verwendet. Daneben ist in Thailand vor allem die ASCII-Erweiterung Thai Industrial Standard 620-2533 (TIS-620) in Gebrauch. Eine fast identische Variante dazu ist der Zeichensatz ISO 8859-11.
Betriebssystemspezifische Zeichensätze für thailändische Schrift gibt es für Microsoft Windows (Codepage 874), Linux und Apple Macintosh.
In Windows gibt es das standardmäßige Werkzeug osk.exe, das eine mit der Maus zu betätigende Bildschirmtastatur (On-Screen-Keyboard) darstellt und mit Hilfe der Sprachauswahl in der Taskleiste umgeschaltet werden kann. Hat man unter der Windows-Steuerung „Thai“ aktiviert, kann man diese Variante über osk nutzen, sofern die benutzte Software dies zulässt.
Eines der größten Probleme der Thai-Schrift ist die Sortierung. Die Schreib- und Leserichtung innerhalb einer Silbe ist nicht eindeutig. Deswegen müssen Einträge, z. B. in einer Datenbank nach Silben sortiert werden und nicht nach Buchstaben. So muss z. B. das Wort „ไม่“ (mai, Verneinung also, nein oder nicht) von rechts nach links sortiert werden. Im Wörterbuch findet man den Eintrag nicht unter „ไ“, sondern unter „ม“. Schwierig wird es bei dem Wort „เป็น“ (bpen sein). Die Sortierung beginnt bei „ป“ (b) darauf folgt „เ“ (e) und dann das „น“ (n). In der Vergangenheit waren die wenigsten Datenbanksysteme in der Lage, Thai richtig zu sortieren.
Ein weiteres Problem stellen die fehlenden Abstände zwischen Wörtern dar. Computerprogramme taten und tun sich in dieser Richtung schwer. Oft muss mit Wörterbüchern gearbeitet werden, um einen Satz in seine Worte zu zerlegen. Ein weiteres Problem stellt die Tatsache dar, dass Vokale vor, nach, unter oder über Konsonanten geschrieben werden. Besonders bei Tastatureingabegeräten und bei der Darstellung führt dies zu großen technischen Problemen der Programmierung von Betriebssystemen. Auch können sich Vokale aus mehreren Zeichen zusammensetzen. Lange Zeit war es nicht möglich, Thai ordentlich darzustellen oder zu drucken. Die Philosophie des Thai-Alphabets war gegenüber westlichen Alphabeten zu verschieden und zu komplex.
Auf der Benutzeroberfläche sind virtuelle Tastaturen wie Lexilogos verfügbar.

## Pali
Vor der Reform von König Mongkut (1804–1868) wurden religiöse Pali-Texte hauptsächlich in Khom-Thai-Schrift อักษรขอมไทย, ausgesprochen akson khom thai, geschrieben. Der König ordnete jedoch an, dass in Zukunft die Thai-Schrift für religiöse Schriften verwendet werden sollten. Seit dem 10. Jahrhundert verwendeten Thai-Völker die Khmer-Schrift, als sie von China kommend in das Gebiet der Khmer und Mon vorrückten. Sie modifizierten die Schrift, da es doch erhebliche Unterschiede zwischen der tonalen Sprache Thai und der nicht tonalen Sprache Khmer gab. Das Ergebnis wurde Khom-Thai-Schrift genannt und wurde seit dem 13. Jahrhundert verwendet. Auch heute noch werden religiöse Texte in der Khmer-Schrift geschrieben, aber üblich ist die Thai-Schrift. Wird Pali mit der Thai-Schrift geschrieben, dann werden 34 Konsonantenzeichen und 8 Vokalzeichen verwendet. Da Pali im Gegensatz zu Thai keine tonale Sprache ist, entfallen Tonzeichen. Thai verwenden aber sehr wohl Töne wenn Pali laut gelesen wird. Die Töne werden durch die Klasse des Konsonanten bestimmt. Wörter werden im Gegensatz zu Thai mit einem Leerzeichen getrennt. Wie in der thailändischen Sprache gibt es einen ungeschrieben Vokal. Wird einem Konsonanten kein Vokalzeichen hinzugefügt, dann spricht man nach dem Konsonanten ein nicht geschriebenes a. Beispiel มณี Juwel: zweisilbiges Wort ausgesprochen m(a)ni.
Pali besitzt keine eigene Schrift und wird in vielen Alphabeten geschrieben. Es gibt 8 Vokale in Pali: a, i, u gibt es in einer kurz und langgesprochenen Variante. Langgesprochene Vokale werden in der Literatur mit einem Strich wie bei ā markiert. Die Vokale e, o werden immer lang gesprochen. Unter lang gesprochen versteht man doppelt so lang wie kurz gesprochen. Pali definiert 33 Konsonanten, welche in Gruppen zusammengefasst werden.

### Die 8 Vokale
| Thai | Deutsch | Aussprache | Bemerkung                                                                    |
| ---- | ------- | ---------- | ---------------------------------------------------------------------------- |
| ◌ะ   | a       | kurz       | Bei Konsonant-Vokal-Konsonant-Silben geschrieben als ◌ั Beispiel ธัง oder เวระ |
| ◌า   | a       | lang       | Beispiel สิกขา lernen                                                         |
| ◌ิ    | i       | kurz       | Beispiel สิกขา lernen                                                         |
| ◌ี    | i       | lang       | Beispiel มณี Juwel                                                            |
| ◌ุ    | u       | kurz       | Beispiel อุจ สุรา Berauschendes Getränk                                        |
| ◌ู    | u       | lang       | Beispiel วิภู                                                                  |
| เ◌   | e       | lang       | Beispiel เวระ                                                                |
| โ◌   | o       | lang       | Beispiel โภชนา                                                               |

### Die 35 verwendeten Konsonantenzeichen
| Nr. | Thai | International | Aussprache                             | Gruppe   | Khom Thai                                 |
| --- | ---- | ------------- | -------------------------------------- | -------- | ----------------------------------------- |
| 1   | ก    | k             | Wie in Katze                           | Gruppe 1 |                                           |
| 2   | ข    | kh            |                                        | Gruppe 1 |                                           |
| 3   | ค    | g             | Wie in gut                             | Gruppe 1 |                                           |
| 4   | ฆ    | gh            |                                        | Gruppe 1 |                                           |
| 5   | ง    | ṅ             | Wie in Ring                            | Gruppe 1 |                                           |
| 6   | จ    | c             | Wie in Englisch chair                  | Gruppe 1 |                                           |
| 7   | ฉ    | ch            | Wie in Englisch rich                   | Gruppe 2 |                                           |
| 8   | ช    | j             | Wie in Englisch joy                    | Gruppe 2 |                                           |
| 9   | ฌ    | jh            |                                        | Gruppe 2 |                                           |
| 10  | ฏ    | ṭ             |                                        | Gruppe 3 |                                           |
| 11  | ฐ    | ṭh            |                                        | Gruppe 3 |                                           |
| 12  | ฑ    | ḍ             |                                        | Gruppe 3 |                                           |
| 13  | ฒ    | ḍh            |                                        | Gruppe 3 |                                           |
| 14  | ณ    | ṇ             |                                        | Gruppe 3 |                                           |
| 15  | ต    | t             | Wie in Turm                            | Gruppe 3 |                                           |
| 16  | ถ    | th            |                                        | Gruppe 3 |                                           |
| 17  | ท    | d             | Wie in Dach                            | Gruppe 4 |                                           |
| 18  | ธ    | dh            | Aspiriertes ท                          | Gruppe 4 |                                           |
| 19  | น    | n             | Wie in Name                            | Gruppe 4 |                                           |
| 20  | ป    | p             | Wie in Paula                           | Gruppe 4 |                                           |
| 21  | ผ    | ph            |                                        | Gruppe 4 |                                           |
| 22  | พ    | b             |                                        | Gruppe 5 |                                           |
| 23  | ภ    | bh            |                                        | Gruppe 5 |                                           |
| 24  | ม    | m             | Wie in Mutter                          | Gruppe 5 |                                           |
| 25  | ย    | y             | Wie in Englisch yes                    | Gruppe 5 |                                           |
| 26  | ร    | r             | Wie in Ring                            | Gruppe 5 |                                           |
| 27  | ฤ    | ṛ             |                                        | Gruppe 5 | (Eigentlich kein Konsonant, aus Sanskrit) |
| 28  | ล    | l             | Wie in lang                            | Gruppe 5 |                                           |
| 29  | ว    | v             | Wie in wie                             | Gruppe 5 |                                           |
| 30  | ศ    | ś             |                                        | Gruppe 5 |                                           |
| 31  | ษ    | ṣ             |                                        | Gruppe 5 |                                           |
| 32  | ส    | s             |                                        | Gruppe 5 |                                           |
| 33  | ห    | h             | Wie in heiß                            | Gruppe 5 |                                           |
| 34  | ฬ    | ḷ             |                                        | Gruppe 5 |                                           |
| 35  | อ    | ṃ             | Eigentlich zur Darstellung von Vokalen | Gruppe 5 |                                           |

### Tonregeln
Obwohl Pali keine tonale Sprache ist, rezipieren Thai Pali-Texte mit Tönen. Dabei kommen die Konsonantenklassen zum Einsatz. Tonzeichen werden beim Schreiben von Pali nicht verwendet. Bei Silben mit kurzem Vokal, welche auf einen nasalen Konsonanten enden, gilt die Regel für langgesprochene Vokale.
| Konsonantenklasse | Vokallänge | Ton            |
| ----------------- | ---------- | -------------- |
| Tief              | Kurz       | Hoher Ton      |
| Tief              | Lang       | Mittlerer Ton  |
| Mittel            | Kurz       | Tiefer Ton     |
| Mittel            | Lang       | Mittlerer Ton  |
| Hoch              | Kurz       | Tiefer Ton     |
| Hoch              | Lang       | Steigender Ton |

### Beispiele
Das Beispiel ist unter dem Namen Drei Juwelen im Buddhismus bekannt.
| Pali in Thai-Schrift | Aussprache                    | Offizielle Thai Übersetzung       | Bedeutung                                                       |
| -------------------- | ----------------------------- | --------------------------------- | --------------------------------------------------------------- |
| พุทธัง สะระณัง คัจฉามิ    | Phuthṭhạng s̄araṇạng khạcc̄hāmi | ข้าพเจ้าขอถือเอาพระพุทธเจ้าเป็นที่พึ่งที่ระลึก | Ich nehme den Lord Buddha als meine Zuflucht.                   |
| ธัมมัง สะระณัง คัจฉามิ    | Ṭhạmmạng s̄araṇạng khạcc̄hāmi   | ข้าพเจ้าขอถือเอาพระธรรมเป็นที่พึ่งที่ระลึก   | Als Andenken nehme ich Zuflucht zum Dharma.                     |
| สังฆัง สะระณัง คัจฉามิ    | S̄ạngḳhạng s̄araṇạng khạcc̄hāmi  | ข้าพเจ้าขอถือเอาพระสงฆ์เป็นที่พึ่งที่ระลึก    | Ich möchte die Mönche zu meiner Zuflucht nehmen. (Siehe Sangha) |

Das Beispiel wird dreimal hintereinander gesprochen. Das zweite Mal wird jede Zeile mit ทุติยัมปิ Thu ti yạmpi und das dritte Mal mit ตะติยัมปิ Ta ti yạmpi begonnen.
Das zweite Beispiel sind die acht Gebote des Buddhismus (Attha Sila ศีลแปด)
| Pali in Thai-Schrift                                                                                        | Aussprache | Bedeutung |
| --- | --- | --- |
| ปา ณาติ ปา ตา เวระ มณี สิกขา ปะ ทัง สะ มา ทิยา มิ                                                                 | Pā nā ti pā tā vera manī sikkhā pa dam sa mā diyā mi                                                                             | Ich werde das Gebot befolgen, nicht zu töten. |
| อะทิน นา ทา นา เวระ มณี สิกขา ปะ ทัง สะ มา ทิยา มิ                                                                | Adin nā dā nā vera manī sikkhā pa dam sa mā diyā mi                                                                              | Ich werde das Gebot befolgen, nicht zu stehlen. |
| อะพรัหมะ จะ ริยา เวระ มณี สิกขา ปะ ทัง สะ มา ทิยา มิ                                                               | Ahbrahma ca riyā vera manī sikkhā pa dam sa mā diyā mi                                                                           | Ich werde das Gebot befolgen, mich sexuell zu enthalten.                                                                                              |
| มุสาวาทา เวระ มณี สิกขา ปะ ทัง สะ มา ทิยา มิ                                                                      | Musāvāda vera manī sikkhā pa dam samā diyā mi                                                                                    | Ich werde das Gebot befolgen, nicht zu lügen. |
| สุรา เมระยะ มัชชะ ปะ มา ทัฏ ฐานา เวระ มณี สิกขา ปะ ทัง สะ มา ทิยา มิ                                                | Surā meraya majja pa mā dat thānā vera manī sikkhā pad am sa mād iyā mi                                                          | Ich werde das Gebot befolgen, mich von Alkohol und Drogen fernzuhalten, weil diese zu Fahrlässigkeit führen.                                          |
| วิกาละ โภชนา เวระ มณี สิกขา ปะ ทัง สะ มา ทิยา มิ                                                                  | Vikāla bhojanā vera manī sikkhā pa dam sa mā diyā mi                                                                             | Ich werde das Gebot befolgen, nach dem Mittag und vor Sonnenaufgang zu essen.                                                                         |
| นัจ จะ คีตะ วาทิตะ วิสู กะ ทัสสะ นะ มาลา คัน ธะวิเล ปะ นะ ธาระณะมัณฑะ นะ วิภู สะนัฏ ฐานา เวระ มณี สิกขา ปะ ทัง สะ มา ทิยา มิ | Nac cā gīta vādita visu kka dassa nā mālā gandha vilepana dhārana mandana vibhu sanat hānā vera mani sikkhā pa dam sa mā diya mi | Ich werde das Gebot befolgen, nicht zu tanzen, singen, musizieren, Vorführungen anzusehen, Schmuck zu tragen und Parfüm und Kosmetika zu konsumieren. |
| อุจ จาสะ ยะ นะ มะ หา สะ ยะ นา เวระ มณี สิกขา ปะ ทัง สะ มา ทิยา มิ                                                 | Uc casa ya na ma hā sa ya nā vera manī sikkhā pa dam sa mā diya mi                                                               | Ich werde das Gebot befolgen, keine luxuriösen Betten und Sitze zu verwenden.                                                                         |